# Zwitsers voetbalkampioenschap 1916/17
In 1916/17 werd het 20e seizoen van het nationale voetbalkampioenschap in Zwitserland georganiseerd.

## Modus
De Serie A werd, in drie geografische groepen verdeeld. Voor een overwinning kreeg een team twee punten en voor een gelijkspel een. De drie winnaars bekampten elkaar onderling voor de landstitel. De kampioen uit de Serie B promoveerde naar de Serie A van volgend seizoen.

## Voorronde

### Oost
| Pl | Club                    | Wed | W  | G | V  | DV | DT | Ptn |
| -- | ----------------------- | --- | -- | - | -- | -- | -- | --- |
| 1  | FC Winterthur-Veltheim  | 14  | 12 | 1 | 1  | 57 | 22 | 25  |
| 2  | Blue Stars Zurich       | 14  | 9  | 1 | 4  | 38 | 23 | 19  |
| 3  | FC St. Gallen           | 14  | 9  | 1 | 4  | 49 | 32 | 19  |
| 4  | FC Zürich               | 14  | 7  | 2 | 5  | 40 | 31 | 16  |
| 5  | Brühl St. Gallen        | 14  | 7  | 1 | 6  | 24 | 30 | 15  |
| 6  | Young Fellows Zurich    | 14  | 4  | 2 | 8  | 27 | 31 | 10  |
| 7  | FC Baden                | 14  | 2  | 1 | 11 | 18 | 47 | 5   |
| 8  | Grasshopper Club Zürich | 14  | 1  | 1 | 12 | 16 | 53 | 3   |

### Centraal
| Pl | Club               | Wed | W | G | V | DV | DT | Ptn |
| -- | ------------------ | --- | - | - | - | -- | -- | --- |
| 1  | Young Boys Bern    | 12  | 8 | 2 | 2 | 31 | 15 | 18  |
| 2  | FC Basel           | 12  | 5 | 5 | 2 | 31 | 20 | 15  |
| 3  | FC Aarau           | 12  | 5 | 3 | 4 | 23 | 21 | 13  |
| 4  | FC Biel-Bienne     | 12  | 6 | 0 | 6 | 37 | 45 | 12  |
| 5  | Old Boys Basel     | 12  | 5 | 1 | 6 | 19 | 20 | 11  |
| 6  | FC Bern            | 12  | 3 | 4 | 5 | 23 | 27 | 10  |
| 7  | FC Nordstern Basel | 12  | 2 | 1 | 9 | 22 | 38 | 5   |

### West
| Pl | Club                     | Wed | W  | G | V  | DV | DT | Ptn |
| -- | ------------------------ | --- | -- | - | -- | -- | -- | --- |
| 1  | FC La Chaux-de-Fonds     | 14  | 12 | 1 | 1  | 43 | 24 | 25  |
| 2  | Montriond Lausanne       | 14  | 11 | 1 | 2  | 49 | 22 | 23  |
| 3  | Servette FC Genève       | 14  | 6  | 5 | 3  | 40 | 23 | 17  |
| 4  | Etoile La Chaux-de-Fonds | 14  | 5  | 1 | 8  | 39 | 37 | 11  |
| 5  | Cantonal Neuchatel       | 14  | 4  | 3 | 7  | 42 | 44 | 11  |
| 6  | FC Genève                | 14  | 3  | 4 | 7  | 23 | 38 | 10  |
| 7  | Stella Fribourg          | 14  | 3  | 3 | 8  | 26 | 47 | 9   |
| 8  | Montreux-Narcisse        | 14  | 2  | 2 | 10 | 22 | 43 | 6   |

## Promotie
Neumünster Zürich werd kampioen in de Serie B en zal in het seizoen 1917/18 in de Serie A spelen.

## Finale
| Pl | Club                   | Wed | W | G | V | DV | DT | Ptn |
| -- | ---------------------- | --- | - | - | - | -- | -- | --- |
| 1  | FC Winterthur-Veltheim | 2   | 2 | 0 | 0 | 5  | 2  | 4   |
| 2  | FC La Chaux-de-Fonds   | 2   | 0 | 1 | 1 | 3  | 4  | 1   |
| 3  | Young Boys Bern        | 2   | 0 | 1 | 1 | 1  | 3  | 1   |

1897/98 ·
1898/99 ·
1899/00 ·
1900/01 ·
1901/02 ·
1902/03 ·
1903/04 ·
1904/05 ·
1905/06 ·
1906/07 ·
1907/08 ·
1908/09 ·
1909/10 ·
1910/11 ·
1911/12 ·
1912/13 ·
1913/14 ·
1914/15 ·
1915/16 ·
1916/17 ·
1917/18 ·
1918/19 ·
1919/20 ·
1920/21 ·
1921/22 ·
1922/23 ·
1923/24 ·
1924/25 ·
1925/26 ·
1926/27 ·
1927/28 ·
1928/29 ·
1929/30 ·
1930/31 ·
1931/32 ·
1932/33 ·
1933/34 ·
1934/35 ·
1935/36 ·
1936/37 ·
1937/38 ·
1938/39 ·
1939/40 ·
1940/41 ·
1941/42 ·
1942/43 ·
1943/44 ·
1944/45 ·
1945/46 ·
1946/47 ·
1947/48 ·
1948/49 ·
1949/50 ·
1950/51 ·
1951/52 ·
1952/53 ·
1953/54 ·
1954/55 ·
1955/56 ·
1956/57 ·
1957/58 ·
1958/59 ·
1959/60 ·
1960/61 ·
1961/62 ·
1962/63 ·
1963/64 ·
1964/65 ·
1965/66 ·
1966/67 ·
1967/68 ·
1968/69 ·
1969/70 ·
1970/71 ·
1971/72 ·
1972/73 ·
1973/74 ·
1974/75 ·
1975/76 ·
1976/77 ·
1977/78 ·
1978/79 ·
1979/80 ·
1980/81 ·
1981/82 ·
1982/83 ·
1983/84 ·
1984/85 ·
1985/86 ·
1986/87 ·
1987/88 ·
1988/89 ·
1989/90 ·
1990/91 ·
1991/92 ·
1992/93 ·
1993/94 ·
1994/95 ·
1995/96 ·
1996/97 ·
1997/98 ·
1998/99 ·
1999/00 ·
2000/01 ·
2001/02 ·
2002/03 ·
2003/04 ·
2004/05 ·
2005/06 ·
2006/07 ·
2007/08 ·
2008/09 ·
2009/10 ·
2010/11 ·
2011/12 ·
2012/13 ·
2013/14 ·
2014/15 ·
2015/16 ·
2016/17 ·
2017/18 ·
2018/19 ·
2019/20 ·
2020/21 ·
2021/22 ·
2022/23